# Keith Tilston
Keith Tilston (* 1982) ist ein US-amerikanischer Pokerspieler. Er gewann 2018 das Main Event der US Poker Open und 2019 ein Bracelet beim High Roller der World Series of Poker.

## Persönliches
Tilston arbeitet als Broker und lebt in Austin im US-Bundesstaat Texas.

## Pokerkarriere
Seine erste Geldplatzierung bei einem Live-Turnier erzielte Tilston im August 2005 beim Legends of Poker in Los Angeles. Dort belegte er den zweiten Platz und erhielt ein Preisgeld von knapp 75.000 US-Dollar. Im Juli 2006 war er erstmals bei der World Series of Poker (WSOP) im Rio All-Suite Hotel and Casino am Las Vegas Strip erfolgreich und kam bei zwei Turnieren der Variante No Limit Hold’em in die Geldränge. Mitte Dezember 2015 belegte Tilston beim Alpha8 der World Poker Tour im Hotel Bellagio am Las Vegas Strip den siebten Platz und erhielt mehr als 175.000 US-Dollar. Im Dezember 2017 gewann er an gleicher Stelle das High Roller des Five Diamond World Poker Classic und sicherte sich eine Siegprämie von 424.000 US-Dollar. Im Februar 2018 spielte der Amerikaner bei den US Poker Open im Aria Resort & Casino am Las Vegas Strip. Dort erreichte er viermal die Geldränge, wobei er sein höchstes Preisgeld von 660.000 US-Dollar für den Sieg im Main Event erhielt. Mit Preisgeldern von insgesamt über einer Million US-Dollar sammelte Tilston während der Turnierserie nach Stephen Chidwick das zweitmeiste aller Spieler und belegte daher den zweiten Platz beim Rennen um die „US Poker Open Championship trophy“. Im April 2018 wurde der Amerikaner beim Super High Roller der partypoker Millions in Barcelona Vierter und erhielt knapp 300.000 Euro. Ende Februar 2019 belegte er beim Main Event der US Poker Open den dritten Platz und sicherte sich 528.000 US-Dollar. Bei der WSOP 2019 erreichte Tilston beim 50.000 US-Dollar teuren Final Fifty den Finaltisch und wurde Sechster, wofür er rund 275.000 US-Dollar erhielt. Wenige Tage später gewann er das 100.000 US-Dollar teure High-Roller-Event der Serie und sicherte sich ein Bracelet sowie sein bisher mit Abstand höchstes Preisgeld von knapp 2,8 Millionen US-Dollar. Bei der WSOP 2021 belegte der Amerikaner beim Super High Roller den mit rund 630.000 US-Dollar dotierten fünften Platz. Seitdem erzielte er bis dato keine weitere Geldplatzierung.
Insgesamt hat sich Tilston mit Poker bei Live-Turnieren mehr als 7 Millionen US-Dollar erspielt.